# Santa Maria sopra Minerva (Assisi)

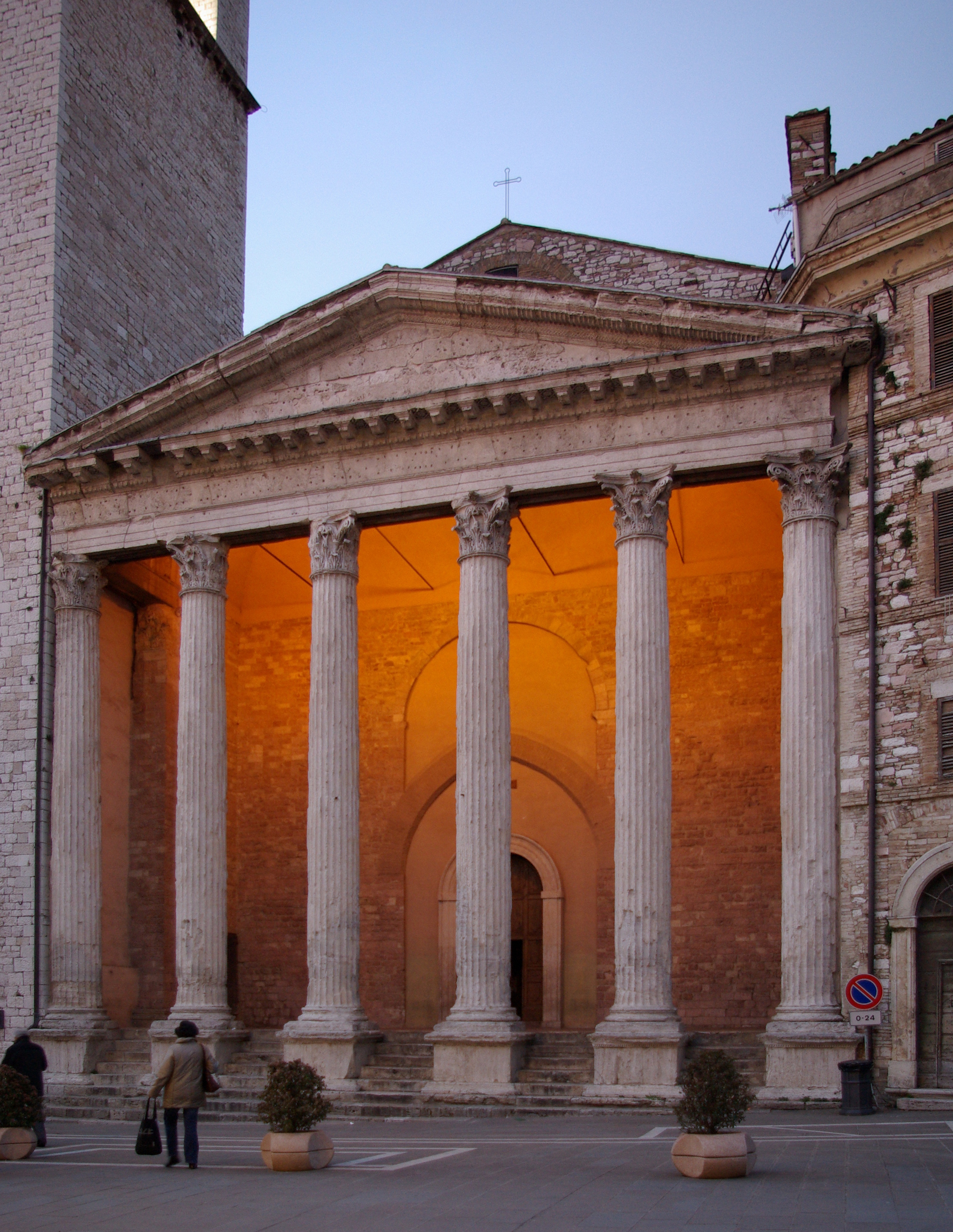
Santa Maria sopra Minerva in Assisi, Fassade

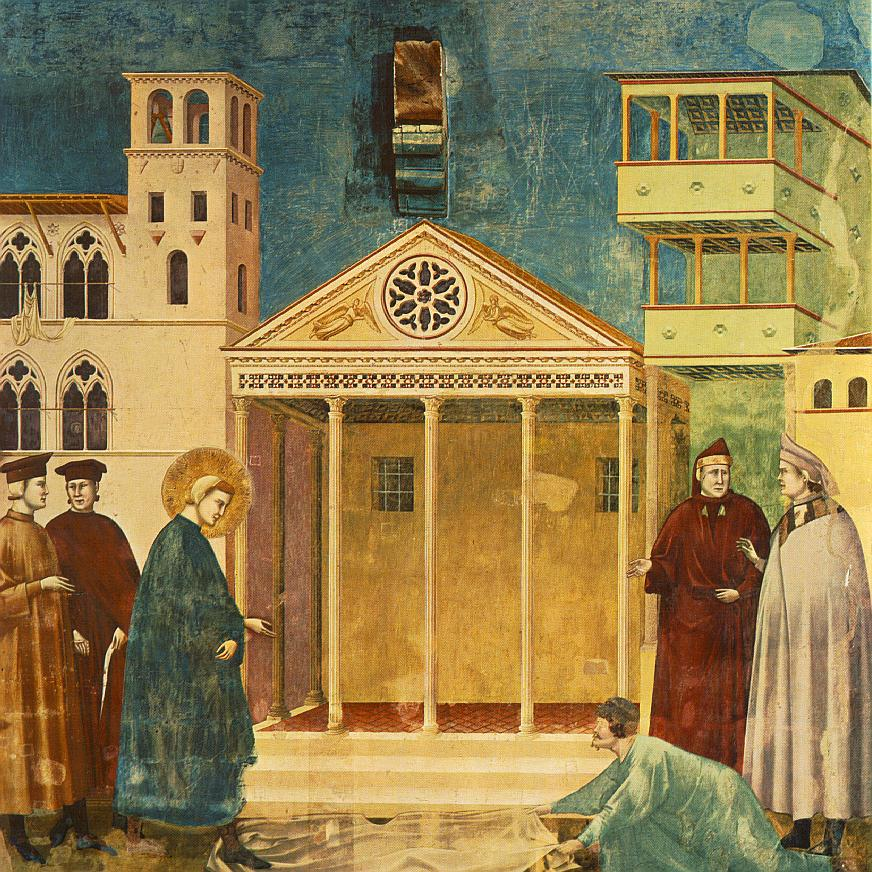
Darstellung des Minerva-Tempels von Giotto

Die Kirche Santa Maria sopra Minerva auf der Piazza del Comune in der italienischen Stadt Assisi steht wie die gleichnamige Basilika in Rom an der Stelle eines römischen Minerva-Tempels, der im ersten vorchristlichen Jahrhundert errichtet wurde. Vom römischen Tempel sind die Fassade und der Pronaos erhalten geblieben.

## Geschichte
Der römische Tempel wurde im 1. Jahrhundert v. Chr. durch Gneus Cesius und Titus Cesius Priscus finanziert und erbaut. Er war ursprünglich Herkules gewidmet; zu einem späteren Zeitpunkt wurde jedoch im Tempel eine Frauenstatue errichtet, welche die Weisheitsgöttin Minerva darstellte. Zu dieser Zeit diente das Forum vor dem Tempel als Zentrum des städtischen Lebens in Asisium, der römischen Vorgängersiedlung von Assisi. Wahrscheinlich wurden an dieser Stelle einige frühchristliche Märtyrer hingerichtet.
Nach der Konstantinischen Wende, als das Christentum an Einfluss gewann und das Heidentum zurückgedrängt wurde, wurde der Minerva-Tempel als Kultstätte aufgegeben, jedoch nicht zerstört. Gegen Ende des 6. Jahrhunderts wurde der Tempel von benediktinischen Mönchen restauriert. Das Innere wurde in zwei Stockwerke aufgeteilt, wobei der obere Teil als Wohnraum benutzt und im unteren Teil eine Kirche errichtet wurde, die San Donato gewidmet war.
Im 13. Jahrhundert wurde der Tempel von den Mönchen an die Stadt Assisi vermietet, welche die Räume als Verwaltungssitz und bis ins 15. Jahrhundert als Gefängnis benutzte. 1456 wurde die Kirche San Donato wiedereröffnet.
Nach einem Besuch von Assisi im Jahre 1539 verordnete Papst Paul III. die vollständige Renovierung des Minerva-Tempels und Umgestaltung zu einer Kirche zu Ehren der Muttergottes. Zu diesem Zeitpunkt erfolgte die Umbenennung zu Santa Maria sopra Minerva.
1613 übergab der Bischof von Assisi, Marcello Crescenzi, die Kirche an den Dritten Orden des Heiligen Franziskus, worauf regelmäßige Gottesdienste durchgeführt wurden und der Innenraum barockisiert wurde.
Auf seiner Italienischen Reise besuchte Johann Wolfgang von Goethe 1786 den Tempel und beschrieb ihn als ersten wirklich gut erhaltenen antiken Bau, den er in seinem Leben gesehen habe.

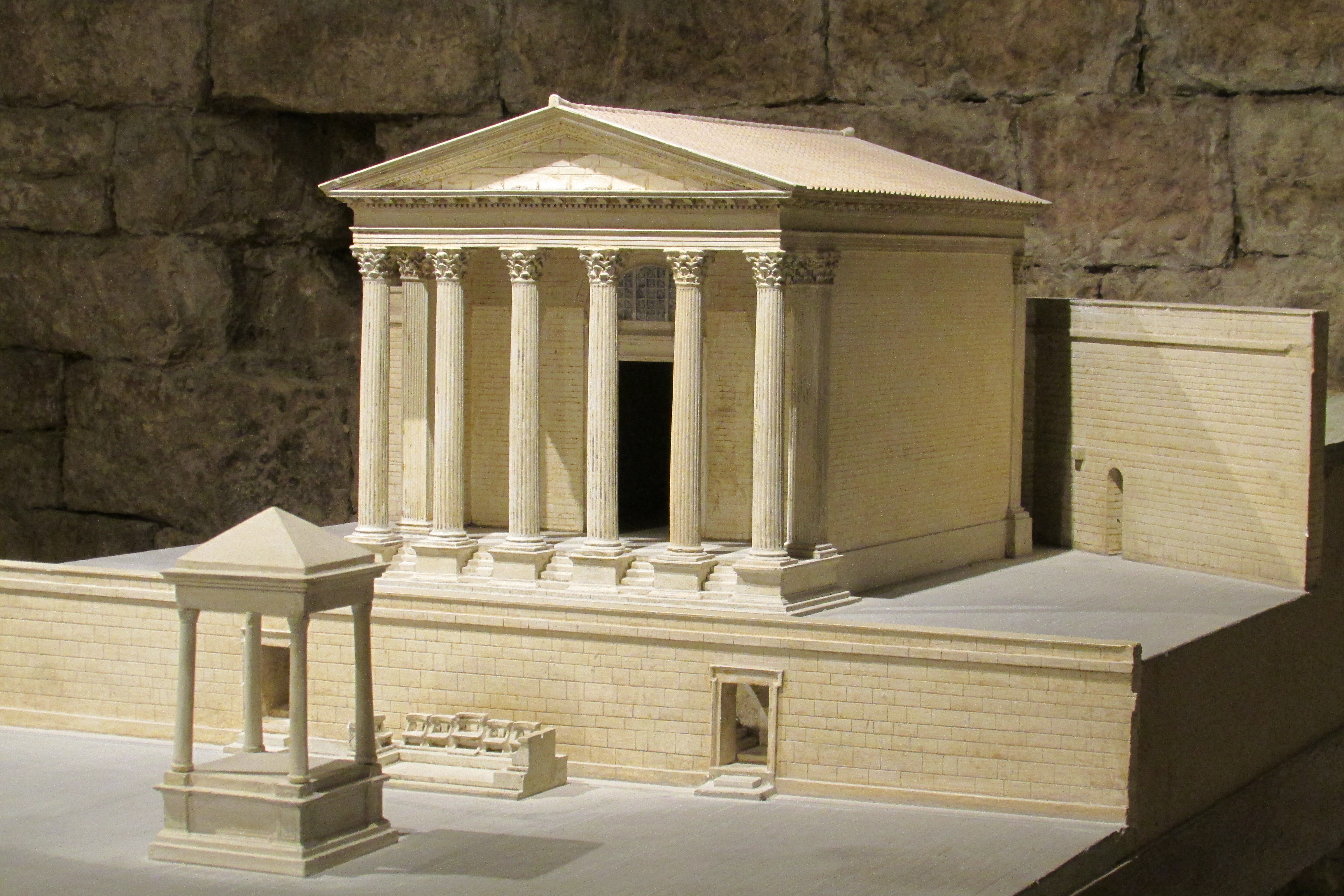
Rekonstruktion des römischen Tempels mit Forum

## Architektur
Der römische Tempel ist ein hexastyler Prostylos korinthischer Ordnung. Es handelt sich um einen Podiumstempel, dessen Säulen auf Postamenten auf der Treppe ruhen, was vergleichsweise ungewöhnlich ist und aus dem Platzmangel auf der Terrasse resultiert, auf der sich der Tempel ursprünglich befand. Der Architrav ist zweifach fasziert, der Fries trug eine heute nicht mehr erhaltene Weiheinschrift.
Beim Bau der Kirche im 16. Jahrhundert wurde die Cella vollständig beseitigt. Auffällig ist der Kontrast zwischen der grandiosen klassischen Fassade und dem kleinräumigen Innenraum, der vom Architekten Giacomo Giorgetti aus Assisi im 17. Jahrhundert barock umgestaltet wurde.